# جداسازی نژادی

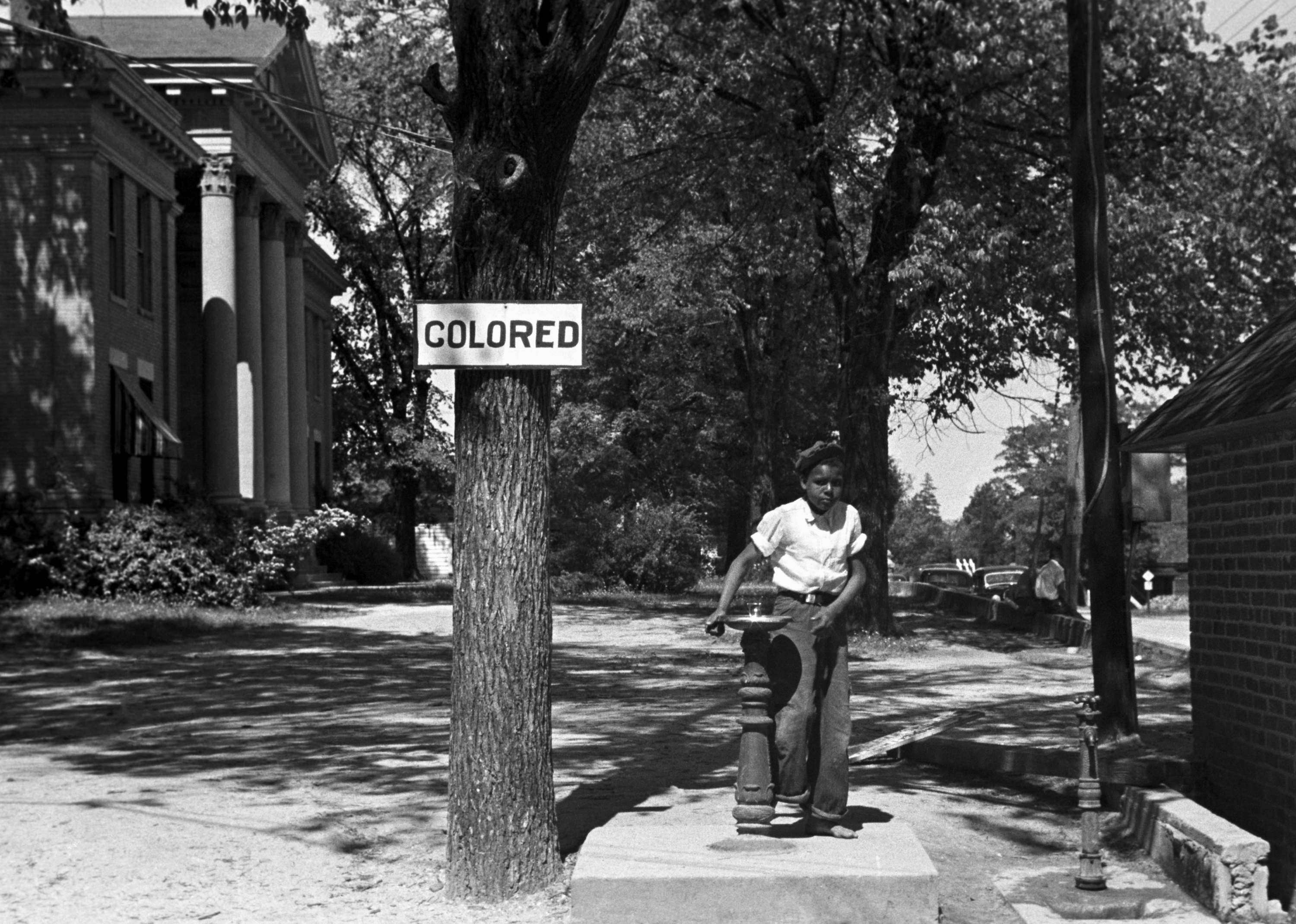
نگاره‌ای از یک پسربچهٔ سیاه‌پوست آمریکایی در سال ۱۹۳۸ میلادی، در کارولینای شمالی. در کنار آب‌خوری، نوشته شده‌است برای استفادهٔ «رنگین‌پوست‌ها» که اشاره‌ای آشکار به «جداسازی نژادی» در دوران جدایی نژادی در ایالات متحده آمریکا دارد.

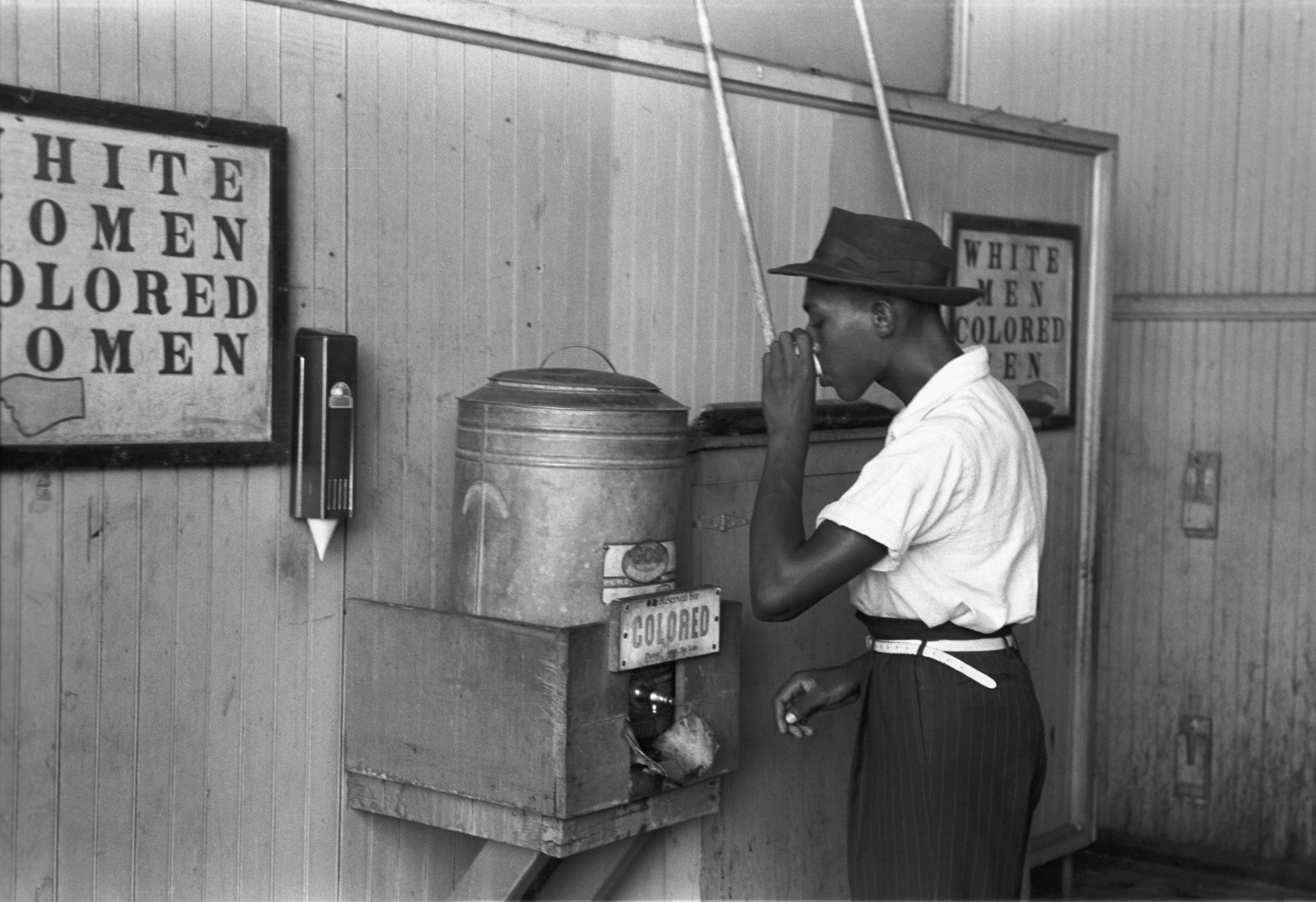
مرد آفریقایی-آمریکایی در حال نوشیدن از یک آبسردکن "رنگی" در پایانه تراموا، اوکلاهاما سیتی، اواسط قرن بیستم

جداسازی نژادی (انگلیسی: Racial segregation) به تفکیک سیستماتیک نژاد (انسان) یا گروه‌های قومی گفته می‌شود. این تبعیض ممکن است در امکان غدا خوردن در رستوران، نوشیدن از چشمه، استفاده از توالت عمومی، تحصیل در مدرسه، امکان تماشای فیلم در سینما، استفاده از اتوبوس یا اجاره یا خرید خانه یا رزرو اتاق در هتل اعمال شود.
جداسازی نژادی توسط کمیسیون اروپا و علیه نژادپرستی به این شکل تعریف شده: جداسازی نژادی عملی است که توسط یک شخص (حقوقی یا حقیقی) بر اساس یکی از موارد تبعیض و بدون توجیه عینی یا منطقی به شکل تبعیض‌آمیز اعمال شود، بنابراین، عملی است عمدی برای جدا کردن خود از دیگران بر مبنای یکی از زمینه‌های ذکر شده. طبق گزارش سازمان ملل متحد در مورد مسائل مربوط به اقلیت‌ها، ایجاد و توسعه کلاس‌ها و مدارس آموزشی برای اقلیت‌ها اگر استفاده ایشان از چنین کلاس‌ها و مدارسی داوطلبانه باشد، جداسازی نژادی به‌شمار نمی‌رود.
جداسازی نژادی به‌طور کلی غیرقانونی است، اما ممکن است از طریق هنجارهای اجتماعی مثل قانون دفاکتو اعمال گردد، حتی اگر نمونه منسجمی نتوانیم برای آن مثال بیاوریم.
جداسازی ممکن است از طریق اعمال تبعیض در استخدام، اجاره یا فروش مسکن صورت گیرد و با تبعیض نژادی و خشونت همراه باشد (مانند لینچ کردن). به‌طور کلی، در وضعیتی که اعضای نژادهای مختلف ترجیح می‌دهند با اعضای نژاد خودشان ارتباط برقرار کنند و با آنها کار کنند، معمولاً به این عنوان جدایی یا جداسازی نژادی به جای تفکیک گفته می‌شود. در ایالات متحده آمریکا، جداسازی در برخی از ایالت‌ها به‌صورت قانونی اعمال می‌شد و با قوانین ضد تعارض (ممنوعیت ازدواج میان نژادی) به اجرا درمی‌آمد. اما تقسیم‌بندی اغلب ارتباطات نزدیک براساس سلسله‌مراتب تبیین می‌شود، مانند اجازه دادن به فردی از یک نژاد به عنوان یک خدمتکار برای یک عضو دیگر نژاد کار می‌کند. جداسازی می‌تواند شامل جدایی مکانی نژادها باشد مانند این است که مدارس و بیمارستان‌ها خاص افراد نژادهای مختلف باشد.